# Janvier 1884

## Événements
- 4 janvier : fondation de la Société fabienne au Royaume-Uni. Ses membres, d’extractions bourgeoise et de positions sociales très diverses, se proposent de faire passer un discours social dans les partis bourgeois (G. B. Shaw, H. G. Wells, Sidney et Beatrice Webb). En s’opposant à la lutte des classes et à l’action syndicale, les Fabiens freineront la formation d’une organisation ouvrière autonome.

- 6 janvier : industrie électrique Edison à Milan.

- 18 janvier : gouvernement Antonio Cánovas del Castillo en Espagne (fin en 1885).

- 22 janvier : Alfredo Chavero devient membre de l'Académie Mexicaine de la Langue

- 23 janvier : le conservateur John Jones Ross remplace Joseph-Alfred Mousseau comme premier ministre du Québec.

## Naissances
- 3 janvier : Raoul Koczalski, pianiste polonais († 24 novembre 1948).
- 18 janvier : Martin Tuszkay, affichiste et graphiste hongrois
- 20 janvier : Ievgueni Zamiatine, ingénieur naval et écrivain russe († 10 mars 1937).
- 22 janvier :
  - Felix Adler (mort le 25 mars 1963), scénariste américain
  - Louis-Aimé Lejeune (mort le 7 avril 1969), sculpteur français
  - Georges Kierren (mort en 1955), artiste français
- 24 janvier : Alexandre Roubtzoff, peintre russe naturalisé français († 26 novembre 1949).

## Décès
- 6 janvier : Gregor Mendel, généticien (° 1822).
- 17 janvier : Hermann Schlegel, ornithologue allemand (° 1804).
- 22 janvier : Alpheus Todd (né le 30 juillet 1821), bibliothécaire et historien du droit constitutionnel et parlementaire canadien anglais
- 25 janvier : Périclès Pantazis, peintre et dessinateur grec (° 13 mars 1849).